# Victor-Nicolas Bouton
Pour les articles homonymes, voir Bouton.
Victor-Nicolas Bouton est un pamphlétaire, écrivain, paléographe et poète français, né le 6 décembre 1819 à Épinal, et, mort le 12 août 1901 dans le 9e arrondissement de Paris. Il est un témoin important des milieux révolutionnaires sous la monarchie de Juillet.

## Biographie
Il est jugé en mai 1840 par la 6e Chambre du Tribunal correctionnel de Paris. Âgé de vingt ans, étudiant, il est mêlé à une affaire de "détention de munitions de guerre, d'association illicite et de port d'armes prohibées". Son avocat est Jules Favre.
Ce procès fait suite aux évènements des 12 et 13 mai 1839, et à l'explosion d'une machine rue de Montpensier à Paris, le 29 novembre 1839. En 1848, il publie de nombreux pamphlets politiques, connu des milieux démocratiques, dans les sciences paléographiques et héraldiques.